# Ischnocnema penaxavantinho
Ischnocnema penaxavantinho é uma espécie de rã da família Brachycephalidae. Os machos apresentam 1,5 cm e as fêmeas 2 cm de comprimento. Não tem almofadas nupciais nos dedos, apresentando pele lisa. O habitat do animal é o cerrado. O anfíbio em seu ciclo de reprodução, não põe ovos na água e sim na terra umidificada, onde o animal já sai completamente formado, sem passar pelo comum estágio de girino.
.

## História
Foi descoberta nas Minas Gerais, nas proximidades de Uberlândia pelo pesquisador Ariovaldo Giaretta, da Universidade Federal de Uberlândia e seu nome é uma homenagem aos cantores sertanejos do Brasil Pena Branca & Xavantinho.